# Mimus parvulus
El sinsonte de Galápagos o cucuve de Galápagos (Mimus parvulus) es una especie de ave paseriforme de la familia Mimidae endémica de las islas Galápagos. Esta especie está presente en casi todas las islas del archipiélago.